# Aranit Çela
Aranit Çela (nevének ejtése aɾanit t͡ʃɛla; Vlora, 1923 – ?, 2018. május 9. előtt) albán jogász, kommunista politikus. Az állampárt jogszolgáltatásának leghírhedtebb alakja volt, pályája során az ország főügyésze és legfelsőbb bíróságának elnöke egyaránt volt, e minőségében közreműködött a „rendszer ellenségei” ellen lefolytatott kirakatperekben. Több száz halálos ítélet fűződik a nevéhez. 1996-ban börtönbüntetésre ítélték, de 1997-ben szabadlábra helyezték.

## Életútja
Kaninai család sarja volt, a közeli Vlorában nőtt fel szegényes körülmények között. Apja cigarettaárus, illetve mellékállásban a vlorai múzeum éjjeliőre volt. Tizenöt évesen elárvult, ezt követően 1935-től 1942-ig a vlorai kereskedelmi iskola növendéke volt. Az intézetben közeli barátságba került a szintén ott tanuló Hysni Kapóval, a későbbi állampárt befolyásos tagjával, aki Çela pályáját is egyengette. Albánia 1939. áprilisi olasz megszállását követően a fasiszta hatóságok jóvoltából és a Balilla fasiszta ifjúsági szervezet lebonyolításában egy hónapos vakációt tölthetett az olaszországi Pesaróban.
1941-ben sikertelenül folyamodott állásért a fasiszta hatóságok igazságügyi minisztériumának bírósági hivatalához. 1942 áprilisában a lakásában talált nyomtatványok miatt rövid időre letartóztatták. 1943 januárjában belépett az Albán Kommunista Párt mallakastrai szervezetébe, 1944 júliusától pedig partizánként részt vett az ország felszabadításáért folyó harcokban. 1945 márciusától másfél éven keresztül Shkodra katonai ügyésze volt, ebben az időszakban alapozta meg hírnevét a shkodrai katolikus klérus tagjainak kivégzéssel végződő 1946-os perével. 1946 szeptemberétől Korça katonai főügyésze, 1948–1949-ben a Katonai Ügyészi Hivatal helyettes főügyésze volt, majd 1949-től 1953-ig a Szovjetunióban képezte tovább magát. Hazatérését követően, 1953–1954-ben a Sigurimi, az állambiztonsági hivatal nyomozati osztályának helyettes vezetőjeként tevékenykedett, majd 1954–1955-ben az Ügyészi Hivatal ügyésze volt. Egy személyes találkozót követően, 1955 júliusában Enver Hoxha a Legfelsőbb Bíróság elnökévé nevezte ki Çelát. 1958-tól 1966-ig az ország főügyésze, majd 1966-tól 1990-ig ismét legfelsőbb bíró volt. Az 1970-es és 1980-as években ezek mellett tagja volt a Központi Kiutasítási és Kitelepítési Bizottságnak is. Főügyészi és főbírói szerepkörében az ország egyik legrettegettebb és leggyűlöltebb alakja lett. Pályája során mintegy 650 perben közreműködött, és emberek százaira szabott ki halálbüntetést. Többek között nevéhez fűződik Vilson Blloshmi és Genc Leka költők halálos ítélete (1977), valamint ő elnökölte a kegyvesztett belügyminiszter, Feçor Shehu ellen folytatott kirakatpert is. 1958-tól 1991-ig az albán nemzetgyűlés képviselője, valamint az állampárt központi bizottságának tagja volt.
Az 1991-es rendszerváltást követően a kommunista rezsim több más illusztris alakjához hasonlóan őt is letartóztatták és perbe fogták. 1996 júliusában emberiesség elleni bűneiért előbb halálbüntetést szabtak ki rá, amit huszonöt év letöltendő börtönbüntetésre változtattak, de előrehaladott korára tekintettel 1997-ben szabadlábra helyezték.